# Black (zanger)
Black was het pseudoniem van de Britse singer-songwriter Colin Vearncombe (Liverpool, 26 mei 1962 – Cork, 26 januari 2016). Hij werd vooral bekend vanwege de single Wonderful Life.

## Carrière

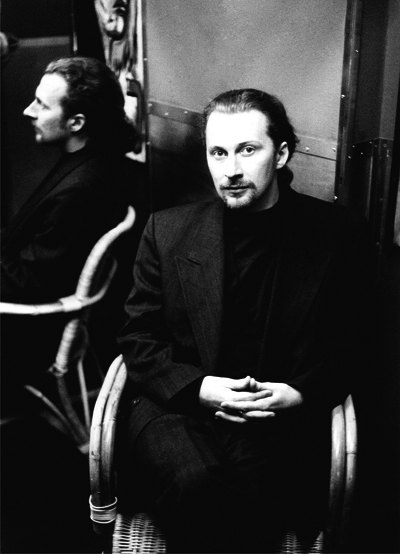
Black in de jaren 90

Blacks eerste uitgave was Human Features, uitgebracht door Rox Records in 1981. In 1982 volgde een onafhankelijke uitgave, More than the Sun. Hierna tekende Black een contract bij WEA Records.
In 1982 trad Black samen op met de Thompson Twins tijdens zijn tournee "Quick Step and Side Kick". De eerste uitgave van Black voor WEA was Hey Presto (1984), waarmee hij voor het eerst bekendheid verkreeg buiten het Verenigd Koninkrijk. De single werd onder andere uitgebracht in Australië. Na nog een tweede single bij WEA, More than the Sun, werd het contract met Black opgeheven.
1985 was een slecht jaar voor Vearncombe, tot hij het (ironisch getitelde) lied Wonderful Life schreef. Dit lied, dat in eigen beheer werd uitgegeven, werd Blacks grootste hit en leverde hem een contract op bij A&M Records. Daarmee begon Blacks internationale carrière. De singles Everything's Coming Up Roses en Sweetest Smile waren een bescheiden succes in het Verenigd Koninkrijk, maar zijn derde single, een heruitgave van Wonderful Life, was een wereldwijd succes. Het gelijknamige album uit 1987 was eveneens succesvol.
Black verkocht in respectievelijk 1988 en 1991 wereldwijd meer dan 2 miljoen exemplaren van Comedy en Black. Ondertussen trouwde Vearncombe met de Zweedse zangeres Camilla Griehsel, bekend van de band One 2 Many. Omdat hij niet langer aan een groot platenlabel gebonden wilde zijn, richtte Vearncombe in 1993 zijn eigen platenmaatschappij op; Nero Schwarz (respectievelijk Italiaans en Duits voor zwart). Zijn eerste album bij zijn eigen maatschappij was Are We Having Fun Yet? (1993).
Na een onderbreking van enkele jaren keerde Vearncombe in 2005 terug voor de opnamen van Between Two Churches. In 2009 kwamen nog twee albums uit, The Given en Water On Stone. In 2015 maakte Vearncombe zijn laatste album; Blind Faith.

## Overlijden
Op 10 januari 2016 was Vearncombe betrokken bij een auto-ongeval in Ierland, waar hij sinds 2003 woonde. Hij werd vanwege een zwaar hoofdletsel in een kunstmatige coma gebracht en overleed ruim twee weken later op 53-jarige leeftijd in het Cork University Hospital aan zijn verwondingen.

## Discografie

### Albums
| Jaar | Titel                  | Vermeld als      | Label                                   | UK Albums Chart |
| ---- | ---------------------- | ---------------- | --------------------------------------- | --------------- |
| 1987 | Wonderful Life         | Black            | A&M Records                             | nr. 3           |
| 1988 | Comedy                 | Black            | A&M Records                             | nr. 32          |
| 1991 | Black                  | Black            | A&M Records                             | nr. 42          |
| 1993 | Are We Having Fun Yet? | Black            | Nero Schwarz Records & Various          |                 |
| 1999 | The Accused            | Colin Vearncombe | Nero Schwarz Records & East Central One |                 |
| 1999 | Abbey Road Live        | Colin Vearncombe | Nero Schwarz Records                    |                 |
| 2000 | Water On Snow          | Colin Vearncombe | Nero Schwarz Records                    |                 |
| 2001 | Live At The Bassline   | Colin Vearncombe | Nero Schwarz Records                    |                 |
| 2002 | Smoke Up Close         | Colin Vearncombe | Nero Schwarz Records                    |                 |
| 2005 | Between Two Churches   | Black            | Nero Schwarz Records                    |                 |
| 2009 | The Given              | Colin Vearncombe | Nero Schwarz Records                    |                 |
| 2009 | Water On Stone         | Black            | Nero Schwarz Records                    |                 |
| 2015 | Blind Faith            | Black            | Nero Schwarz Records                    |                 |

### Compilatiealbums
| Jaar | Album              | Label                |
| ---- | ------------------ | -------------------- |
| 1996 | Master Series      | A. & M. Records      |
| 2000 | Millennium Edition | A. & M. Records      |
| 2000 | The Collection     | Spectrum Music       |
| 2007 | Black: C.V.        | Nero Schwarz Records |

### Singles
| Jaar | Titel                                   | Label                      | UK Singles Chart | Top 40 (NL) |
| ---- | --------------------------------------- | -------------------------- | ---------------- | ----------- |
| 1981 | Human Features                          | Rox Records                |                  |             |
| 1982 | More Than The Sun                       | Wonderful World of Records |                  |             |
| 1984 | Hey Presto                              | WEA                        |                  |             |
| 1984 | More Than The Sun                       | WEA                        |                  |             |
| 1985 | Wonderful Life                          | Ugly Man                   | nr. 72           |             |
| 1986 | Everything's Coming Up Roses            | A&M Records                |                  |             |
| 1987 | Sweetest Smile                          | A&M Records                | nr. 8            | nr. 33      |
| 1987 | Wonderful Life (heropname)              | A&M Records                | nr. 8            | nr. 7       |
| 1987 | I'm Not Afraid                          | A&M Records                |                  |             |
| 1988 | Paradise                                | A&M Records                | nr. 38           |             |
| 1988 | The Big One                             | A&M Records                | nr. 54           |             |
| 1988 | You're A Big Girl Now                   | A&M Records                |                  |             |
| 1988 | Live At The Tokyo Powerstation          | A&M Records                |                  |             |
| 1989 | Now You're Gone                         | A&M Records                | nr. 66           |             |
| 1991 | Feel Like Change                        | A&M Records                | nr. 56           |             |
| 1991 | Here It Comes Again                     | A&M Records                | nr. 70           |             |
| 1991 | Fly Up To The Moon (duet met Sam Brown) | A&M Records                |                  |             |
| 1993 | Don't Take The Silence Too Hard         | Nero Schwarz               |                  |             |
| 1993 | Wishing You Were Here                   | Nero Schwarz               |                  |             |
| 1993 | Just Like Love                          | Nero Schwarz               |                  |             |
| 1994 | Wonderful Life (heruitgave)             | PolyGram                   | nr. 42           |             |
| 2005 | Two Churches                            | Nero Schwarz               |                  |             |

### NPO Radio 2 Top 2000
| Nummer met noteringen in de NPO Radio 2 Top 2000 | '99 | '00 | '01 | '02 | '03 | '04 | '05 | '06 | '07 | '08 | '09  | '10  | '11  | '12  | '13  | '14  | '15  | '16  | '17  | '18  | '19  | '20  | '21  | '22  | '23  | '24  |
| ------------------------------------------------ | --- | --- | --- | --- | --- | --- | --- | --- | --- | --- | ---- | ---- | ---- | ---- | ---- | ---- | ---- | ---- | ---- | ---- | ---- | ---- | ---- | ---- | ---- | ---- |
| Wonderful Life                                   | 555 | 432 | 720 | 734 | 798 | 814 | 755 | 875 | 852 | 777 | 1463 | 1327 | 1469 | 1499 | 1435 | 1675 | 1655 | 1602 | 1520 | 1721 | 1713 | 1699 | 1640 | 1778 | 1909 | 1545 |

1. ↑  Een vetgedrukt getal geeft de hoogste notering aan.